# Obsjtina Lovetj
Obsjtina Lovetj (bulgariska: Община Ловеч) är en kommun i Bulgarien.   Den ligger i regionen Lovetj, i den centrala delen av landet, 130 km öster om huvudstaden Sofia. Antalet invånare är 50 847. Arean är 931 kvadratkilometer.
Terrängen i Obsjtina Lovetj är lite kuperad.
Obsjtina Lovetj delas in i:
- Aleksandrovo
- Bachovitsa
- Vladinja
- Goran
- Dojrentsi
- Drenov
- Joglav
- Kazatjevo
- Lisets
- Malinovo
- Skobelevo
- Slavjani
- Slatina
- Radjuvene
- Umarevtsi
- Chlevene
- Tjavdartsi

Följande samhällen finns i Obsjtina Lovetj:
- Lovetj

Omgivningarna runt Obsjtina Lovetj är en mosaik av jordbruksmark och naturlig växtlighet. Runt Obsjtina Lovetj är det ganska tätbefolkat, med 60 invånare per kvadratkilometer.